# Blocco di Sinistra
Il Blocco di Sinistra (in portoghese Bloco de Esquerda - BE) è un partito politico portoghese di orientamento socialista, ecologista e anticapitalista fondato nel 1999. 
Ha al centro della propria attività la promozione di servizi pubblici di qualità, i diritti dei lavoratori e la lotta contro le disuguaglianze, ma anche il femminismo, i diritti della comunità LGBT, l'antirazzismo e l'ambiente. 
La portavoce del partito è stata Catarina Martins fino al maggio 2023. In quella data, infatti, le è succeduta Mariana Mortagua. 
Il Bloco partecipa all'European Left Alliance e alla Sinistra Anticapitalista Europea.

## Storia

### Fondazione
Il partito è fondato nel 1999 dalla confluenza di tre distinti soggetti politici:
- l'Unione Democratica Popolare (União Democrática Popular), marxisti, fondata nel 1974;
- il Partito Socialista Rivoluzionario (Partido Socialista Revolucionário), trotskisti, fondato nel 1978;
- Politica XXI (Política XXI), socialisti democratici, fondato nel 1994 sulle ceneri del disciolto Movimento Democratico Portoghese.

Il Blocco di Sinistra ha come manifesto fondatore il documento «Cominciare di Nuovo» (in portoghese: «Começar de Novo») che punta al «superamento del settarismo" per fondare un "partito movimento" impegnato sia sulle lotte sociali e sul mondo del lavoro, "contro il capitale finanziario", sia su cause come la difesa degli immigrati privi di documenti o la lotta contro le varie discriminazioni basate sul sesso, origine etnica, orientamento sessuale e di genere.
Fin dalla fondazione il Blocco di Sinistra si propone come continuazione del movimento della sinistra militante proveniente dalla Rivoluzione dei garofani e dai movimenti sociali della fine del XX secolo. Il movimento alterglobalista e per la pace, prima in Jugoslavia, poi in Iraq e Afganistan sono parte integrante del movimento da cui nasce il BE.

### Primi anni
Il partito fece il suo esordio in occasione delle elezioni legislative del 1999, quando ottenne il 2,5% dei voti e 2 seggi all'Assemblea della Repubblica. Nella seduta inaugurale dell'Assemblea, il 25 ottobre 1999, i due deputati del Blocco di Sinistra si distinsero per essere rimasti in piedi, rifiutando i seggi loro assegnati nelle file secondarie. In questa legislatura, nel 2000, viene approvata e pubblicata sulla Gazzetta ufficiale la legge che istituisce reato pubblico la violenza domestica, una delle prime proposte legislative del Blocco della Sinistra.
Nelle elezioni presidenziali del 2001 Fernando Rosas è il primo candidato alla presidenza sostenuto dal BE. Rosas ottiene 128 927 voti e il 2,9%.
Alle successive legislative del 2002 vide aumentare i propri consensi, raggiungendo il 2,75% dei voti e tre seggi.
In vista dell'invasione dell'Iraq da parte degli Stati Uniti, il Blocco della Sinistra si impegnò nell'organizzare grandi manifestazioni contro la guerra, la più grande delle quali ha avuto luogo il 15 febbraio 2003.
Nelle elezioni europee del 2004 il partito ottiene il suo primo europarlamentare Miguel Portas, eletto grazie al 4,91% dei voti.

### Consolidamento
Alle elezioni legislative del 2005 il partito raccolse il 6,4% dei voti ed ottenne otto seggi. raddoppiando il dato delle elezioni delle precedenti elezioni del 2002. Anche in occasione delle elezioni presidenziali del 2006 il Bloco ottenne un risultato simile (5,3%), candidando l'economista e coordinatore del partito Francisco Louçã.
Nelle elezioni europee del 2009 hanno ricevuto il 10,73% dei voti ottenendo tre eurodeputati, Miguel Portas, Marisa Matias e Rui Tavares, che si iscrivono nel gruppo de La Sinistra. Tavares nel 2011 abbandonerà il Blocco aderendo al gruppo europei dei Verdi. Essi hanno inoltre superato la CDU per la prima volta in un'elezione. Alla successiva elezioni nazionali del 2009, il partito ha ottenuto 9,81% dei voti e sedici deputati, diventando quarta forza del Paese.
Negli anni successivi c'è stata un'inversione di tendenza. Alle elezioni legislative del 2011 il BE ha ottenuto il 5,2% dei voti, dimezzando la propria rappresentanza parlamentare. 

### Nuovi leader
Nel 2012 l'VIII Convenzione del partito elegge João Semedo e Catarina Martins per guidare il Blocco di Sinistra, che succedono così a Francisco Louçã.
Tra il 2012 e il 2014, le scissioni di alcuni movimenti e tendenze che componevano il partito hanno dato vita a nuovi partiti politici. Lo scioglimento di Ruptura/FER e del Manifesto Forum, diede vita al Movimento Alternativo Socialista, e ad una “candidatura cittadina”, Tempo de Avançar, che in seguito aderì al partito Livre. 
Nel marzo 2013, Daniel Oliveira, fondatore del partito proveniente da Polìtica XXI, ha annunciato le sue dimissioni dal Bloco de Esquerda, scelta motivata dal "settarismo interno, che ha indebolito il partito e il suo dibattito democratico" e "il settarismo esterno, che ha impedito al Bloco di essere, come ha sempre voluto, un fattore di convergenza e di riconfigurazione della sinistra portoghese».
Alle europee del 2014 il partito si è fermato al 4,56% eleggendo un solo eurodeputato.
Alla IX Convenzione, nel novembre 2014, si presentarono cinque mozioni. Nella risoluzione vincitrice è sviluppata la politica chiamate «Grande Sinistra», con l'approvazione di un orientamento che sostiene una politica di unità delle varie sinistre per costruire un'alternativa al cosiddetto Blocco Centrale (PS e PSD). Inoltre, sono state elencate le basi programmatiche su cui potrebbe basarsi questa convergenza, che includevano l'abbandono della cosiddetta politica di austerità, la ristrutturazione del debito pubblico ed estero, la nazionalizzazione del sistema bancario e il ritiro del Portogallo dalla NATO.
Il 30 novembre 2014, in seguito alla IX Convenzione del Blocco, il modello di leadership è stato modificato ed è entrata in vigore una nuova Commissione Permanente composta da sei membri, con Catarina Martins come portavoce.

### "Dalla Gerigonça all'opposizione"
Ha conquistato alle elezioni del 2015 il 10,2% e 19 deputati, migliore risultato dalla nascita del Bloco, che diventa terza forza politica. Dopo queste elezioni, il Blocco sigla un accordo col Partito Socialista in cui, pur mantenendo le distanze politiche, fornisce sostegno esterno al governo Costa per impedire il ritorno alle politiche del centrodestra già condannate dal popolo con le elezioni. La legislature conseguente a questo patto, appoggiato anche dal PCP e dal PEV, è chiamata "della Gerigonça", termine che sta a indicare il patto tra le sinistre. Il Governo Costa grazie al sostegno di tutta la sinistra parlamentare riesce ad approvare i quattro bilanci statali tra il 2015 e il 2019, che prevedevano un aumento del salario minimo, aumento delle pensioni e molte altre politiche accordate con le formazioni di sinistra.
Il 26 giugno 2016 nella X Convenzione del partito Catarina Martins è eletta coordinatrice del partito.
Nel 2016 l'eurodeputata Marisa Matias è candidata alle elezioni presidenziali, ottenendo il 10% dei voti e diventando la donna più votata della storia politica portoghese in delle elezioni presidenziali.
Nel 2018 iniziarono a guadagnare terreno movimenti sociali come gli “scioperi femministi” e gli “scioperi per il clima degli studenti”, così come le lotte sindacali nel campo dell’istruzione, della sanità o tra i lavoratori statali precari. L’XI Convenzione, tenutasi nel novembre 2018, ha sottolineato l’importanza delle lotte sociali in settori come l’istruzione e la sanità, dei movimenti sociali ambientalisti e anche degli scioperi in aziende strategiche. La mozione approvata affermava l'intenzione di coinvolgere la militanza del Blocco in questi processi di contestazione sociale.
Nell'aprile 2018, Catarina Martins lancia - insieme a Jean-Luc Melenchon e Pablo Iglesias - il movimento internazionale Ora il Popolo.
Nelle elezioni europee del 2019 il partito si consolida terza forza del Paese eleggendo due eurodeputati. Nelle elezioni legislative dello stesso anno, vinte dal Partito Socialista che ottiene la maggioranza relativa dei seggi, il Blocco mantiene i propri 19 deputati.
In seguito a questi risultati Catarina Martins sfida il Primo Ministro António Costa a firmare un accordo scritto basato sulla modifica del diritto del lavoro e sul rafforzamento del Servizio Sanitario Nazionale in cambio dell'appoggio del Blocco al governo. Vedendo respinta la proposta il Blocco di Sinistra votò a favore il Bilancio dello Stato per il 2020, ma contro i due bilanci successivi perché non era stato raggiunto un accordo che proteggesse il Servizio Sanitario Nazionale e cambiasse le leggi sul lavoro approvate ai tempi della troika. Nel novembre 2021, con il voto contrario degli eletti della CDU che si sono aggiunti a quelli del Blocco, il Bilancio non è stato approvato. Di fronte a questo voto e alle dimissioni del governo, il presidente della Repubblica ha deciso di anticipare le elezioni al gennaio 2022.
Nelle elezioni presidenziali del 2021, Marisa Matias si è candidata ancora una volta con il sostegno del Blocco, ricevendo questa volta 164.741 voti, il 3,95% del totale.
Nelle elezioni legislative del 2022, il Blocco ha ottenuto il 4,4% dei voti ed è passato da 19 a 5 deputati all'Assemblea della Repubblica, diventando la sesta forza politica. Il 30 aprile 2022 si terrà il III Convegno del partito, in cui è approvata un testo: «dalla gerigonça all'opposizione, senza rimpianti». Nel febbraio 2023, il 1° Forum LGBTQI+ si svolgerà all’insegna del motto “Orgoglio contro il conservatorismo”, con la partecipazione di attivisti del Bloco nelle marce dell’orgoglio in tutto il paese. Nel luglio dello stesso anno fu organizzato il campo «Liberdade», iniziativa dei giovani del Blocco interrotta negli anni precedenti a causa della pandemia e degli incendi boschivi.
Nel maggio 2023, all’insegna del motto “Prendere sul serio il Paese”, si terrà la XIII Convenzione, centrato sull’opposizione alla maggioranza assoluta del PS e nel quale Mariana Mortágua sarà nominata nuova coordinatrice. La risoluzione approvata va nella stessa direzione, affermando che il Blocco della Sinistra si concentrerà sull'opposizione al governo di António Costa, sottolineando la lotta contro la disuguaglianza e l'obiettivo ecosocialista.

### Nuovo ciclo
Nel novembre del 2024, quando il primo ministro António Costa si dimise in seguito a perquisizioni della polizia al Palácio de S.Bento, nell'ambito dell'operazione Influencer, il Bloco fu il primo partito di sinistra a chiedere elezioni anticipate.
Dopo lo scioglimento dell'Assemblea della Repubblica e l'indizione delle elezioni legislative per il 10 marzo e in seguito all'elezione di un nuovo segretario generale del PS, Mariana Mortágua dichiara la disponibilità del partito a far parte di una soluzione maggioritaria post-elettorale con lo scopo di tenere la destra all'opposizione. Il Blocco presenta alloggi, salari, servizi pubblici, assistenza e clima come aspetti programmatici centrali per la costituzione di questa maggioranza.
Il 10 marzo si tengono le elezioni e il Blocco mantiene lo stesso numero di deputati del 2022.
Alle elezioni europee del 2024 il partito ottiene il 4,3% dei voti, eleggendo Catarina Martins come unica europarlamentare. In seguito, abbandona il Partito della Sinistra Europea per aderire all'European Left Alliance.

## Ideologia
Il Blocco si definisce un partito anticapitalista, proponendo un progetto socialista, ma allo stesso tempo criticando le esperienze dell'Unione Sovietica, la Cina e la Corea del Nord. Sulla scia di una sinistra radicale ed eterodossa, difende il socialismo come progetto di democrazia radicale per la maggioranza popolare, basato sul controllo democratico della produzione e sulla distribuzione della ricchezza secondo i bisogni della popolazione, e sul riconoscimento dei diritti fondamentali della popolazione. opinione, come l’organizzazione del partito e del sindacato.
Nella sua storia, il Blocco della Sinistra ha preso posizioni pubbliche a favore dell’indipendenza di Timor Est, contro la guerra in Iraq e Afghanistan, in solidarietà con la Palestina, in opposizione all’invasione russa dell’Ucraina, inoltre il Blocco è a favore dell'uscita del Portogallo dalla NATO. Il partito ha difeso il diritto all'autodeterminazione dei popoli, dal Sahara Occidentale al riconoscimento dello Stato di Palestina. Nella risoluzione approvata nella XIII Convenzione, il Blocco della Sinistra afferma che "l'imperialismo americano continua ad essere il più pericoloso", denunciando allo stesso tempo il "natura imperialista della Russia" e della Repubblica Popolare Cinese.
Il partito inoltre si definisce antirazzista, femminista e ecosocialista, dando priorità alle cause ambientali, relazionandole alle cause sociali e alla prospettiva di superare l'attuale modello economico e sociale.

## Risultati delle elezioni

### Elezioni legislative
| Anno | Voti    | %         | +/- | Seggi    | +/-     | Leader           | Status                                                                              |
| ---- | ------- | --------- | --- | -------- | ------- | ---------------- | ----------------------------------------------------------------------------------- |
| 1999 | 132 333 | 2,4 (5º)  |     | 2 / 230  | nuovo   | Francisco Louça  | Opposizione                                                                         |
| 2002 | 153 877 | 2,8 (5º)  | 0,4 | 3 / 230  | 1       | Francisco Louça  | Opposizione                                                                         |
| 2005 | 364 971 | 6,4 (5º)  | 3,6 | 8 / 230  | 5       | Francisco Louça  | Opposizione                                                                         |
| 2009 | 558 062 | 9,8 (4º)  | 3,4 | 16 / 230 | 8       | Francisco Louça  | Opposizione                                                                         |
| 2011 | 288 973 | 5,2 (5º)  | 4,6 | 8 / 230  | 8       | Francisco Louça  | Opposizione                                                                         |
| 2015 | 550 892 | 10,2 (3º) | 5,0 | 19 / 230 | 11      | Catarina Martins | Opposizione (fino al 26 novembre 2015) Sostegno parlamentare (dal 26 novembre 2015) |
| 2019 | 498 549 | 9,5 (3º)  | 0,7 | 19 / 230 | Stabile | Catarina Martins | Sostegno parlamentare (fino al 27 ottobre 2021) Opposizione (dal 27 ottobre 2021)   |
| 2022 | 244 596 | 4,4 (5º)  | 5,1 | 5 / 230  | 14      | Catarina Martins | Opposizione                                                                         |
| 2024 | 274 029 | 4,5 (5º)  | 0,1 | 5 / 230  | Stabile | Mariana Mortágua | Opposizione                                                                         |

### Elezioni presidenziali
| Anno | Candidato supportato | 1º Turno | 1º Turno  | 2º Turno | 2º Turno |
| Anno | Candidato supportato | Voti     | %         | Voti     | %        |
| ---- | -------------------- | -------- | --------- | -------- | -------- |
| 2001 | Fernando Rosas       | 129 840  | 3,0 (4º)  |          |          |
| 2006 | Francisco Louçã      | 292 198  | 5,3 (5º)  |          |          |
| 2011 | Manuel Alegre        | 832 637  | 19,8 (2º) |          |          |
| 2016 | Marisa Matias        | 469 814  | 10,1 (3º) |          |          |
| 2021 | Marisa Matias        | 164 731  | 4,0 (5º)  |          |          |

### Elezioni europee
| Anno | Voti    | %         | +/- | Seggi  | +/- | Leader           |
| ---- | ------- | --------- | --- | ------ | --- | ---------------- |
| 1999 | 61 920  | 1,8 (5º)  |     | 0 / 25 |     | Miguel Portas    |
| 2004 | 167 313 | 4,9 (4º)  | 3,1 | 1 / 24 | 1   | Miguel Portas    |
| 2009 | 382 667 | 10,7 (3º) | 5,8 | 3 / 22 | 2   | Miguel Portas    |
| 2014 | 149 628 | 4,6 (5º)  | 6,1 | 1 / 21 | 2   | Marisa Matias    |
| 2019 | 325 534 | 9,8 (3º)  | 5,2 | 2 / 21 | 1   | Marisa Matias    |
| 2024 | 168 107 | 4,2 (5°)  | 5,6 | 1 / 21 | 1   | Catarina Martins |